# 中村まゆみ
中村 まゆみ（なかむら まゆみ、旧名：中村 真弓（読み同じ）、1980年3月25日 - ）は、日本の舞台女優。『劇団ふくふくや』劇団員。かつてはお笑い芸人として活動、ホリプロに所属していた。現在はオフィスキール所属。

## 来歴
松商学園高等学校を経て舞台芸術学院（演劇部本科51期）卒業。
ホリプロに所属していたお笑いコンビ「金魚ばち」の元メンバーで、元相方は氏家裕子。ホリプロのお笑い勉強生として合格した2002年12月から金魚ばちで活動。2007年7月31日をもって金魚ばちは解散し、その後中村自身はピン芸人として活動。ピン芸人となった年のM-1グランプリには、同じホリプロ所属で同期だった川村エミコとのコンビ『川中ビレッジ』で出場。
TBSテレビ『アッコにおまかせ!』では、所属していた芸能人女子フットサルチーム『XANADU loves NHC』のチームメートだった小由里、松本美佳里、十文字ゆりか（トリコロール・梨花）とともにアシスタントを務め、同番組の前説では十文字と一緒に務めていた。2008年のキングオブコントでは、その十文字とのコンビ『十文字ゆりかと中村さん』として出場。
2008年10月7日更新の自身のブログで、芸人を辞め、役者に転身することと、ホリプロを退社することを発表した。このブログによると、この年に2本の舞台公演（下述）に出演したことがきっかけで、再び芝居への思いが強くなり、役者一本でやっていくことを決めたためだったという。同年10月10日の「ガールズガーデンフェスティバル2008」（東京都中野区・Studio twl）出演が、芸人として最後の活動となった。『XANADU loves NHC』は同年12月7日のメルシートゥフェスタ2008シーズン・4thステージをもって退団。このチームでは、2008年8月までは長きにわたってザナでたった一人のゴレイロであった。
2009年4月下旬に行われた、劇団『元氣エンターテインメントシアター』のオーディションに合格し、団員として同劇団に所属となる。同年にも、同じ劇団の俳優、玄波孝章とTheatre劇団子の俳優、大原研二との3人組『モンキービジネス』で前年に引き続きキングオブコントに出場した。
2009年10月31日で、元氣エンターテインメントシアターを退団。翌11月1日に、劇団さるしげろっくに移籍。

## 人物
- ピン芸人時代は、色々な書物を官能小説風に読むという芸や、童話を著名な小説家風に読むという芸（「夏目漱石風桃太郎」など）を演じていた。

## 出演

### テレビ
- アッコにおまかせ （TBSテレビ、レギュラーアシスタント　2008年10月26日まで）
十文字ゆりかがレギュラーアシスタントになる前は、その前任だったメグちゃんと一緒に前説を務めていたことがあり、その模様のVTRが2008年2月20日の『あらびき団』で放送されたことがあった。
- TWILIGHT EXPRESS （ミュージックバード）
- 細木数子の緊急大予言第7弾 （テレビ朝日、2007年4月16日）
- 伊集院光のばんぐみ （日本BS放送） - 『紙芝居を作ろう』の企画に出演
- トリハダ3 （フジテレビ） - 2008年4月2日、声の出演
- セーラーゾンビ 第3話（テレビ東京、2014年5月3日） - 北見沙百合 役
- サムライせんせい（テレビ朝日、2015年） - 坪内早苗 役
- 逃げる女（NHK、2016年） - 刑務官 役
- 法廷のドラゴン 第2話（2025年1月24日、テレビ東京） - 主婦 役[4]
- 特捜9 final season 最終回（2025年6月11日、テレビ朝日） - テレビ番組ディレクター 役[5]

### 舞台
- 劇団BLUES HIPS『石井節子のパッとしない一日』（銀座小劇場、2002年9月）
- ピヴォ☆ガール（池袋サンシャイン劇場、2005年12月30日・12月31日） - ジンコ 役
- PleasureGround Vol.5『journey』 （相鉄本多劇場、2008年5月14日 - 18日）
- 川崎インキュベーター ユニット桃『桃太郎～legend of peach～』（ラゾーナ川崎プラザソル、2008年9月4日 - 7日）
- TUFF　STUFFプロデュース『火男の火』（シアターアプル、2008年12月20日 - 22日）
- 80日間世界一周と3ヶ月（ラゾーナ川崎プラザソル、2009年3月）
- 元氣エンターテインメントシアター 第2回本公演『カーラヂオが終われば』（2009年8月5日 - 8月9日、池袋・シアターグリーン BIGTREE）
- ひげ太夫第27回公演『雲南ジャッカル』（明石スタジオ、2009年5月）
- 554produce『怪説　三億円事件』（日暮里d-倉庫、2009年9月19日 - 23日）
- 劇団さるしげろっく第14回公演『鉄塔13（サーティーン）』（大塚萬劇場、2009年10月8日 - 11日）
- 劇団お座敷コブラ7畳目公演『伍 -five-』（ラゾーナ川崎プラザソル、2009年12月16日 - 20日）
- ふくふくや第21回公演『高田の棺』（OFF・OFFシアター、2024年4月9日 - 17日）[6]
- ふくふくや第22回公演『大串枠子の日常』（OFF・OFFシアター、2025年4月11日 - 20日）[7]